# Silabario vai
El silabario vai es una forma de escritura inventada por Duwalu Bukele (natural de la localidad de Jondu) para el idioma vai de Liberia alrededor de 1830, aunque se cree que la invención pudiera ser anterior (incluso de 1815). Actualmente tiene adjudicado el código ISO 15924 vaii. En su forma normalizada actual cuenta con más de 200 símbolos.
El vai se escribe de izquierda a derecha. Su creador se basó en las figuras del antiguo sistema picto-ideográfico para diseñar los símbolos de su silabario. El área de uso de este silabario se extiende principalmente al condado de Grand Cape Mount, en Liberia, y en parte al distrito de Pujehun, en la costa sur de Sierra Leona.

## Contexto

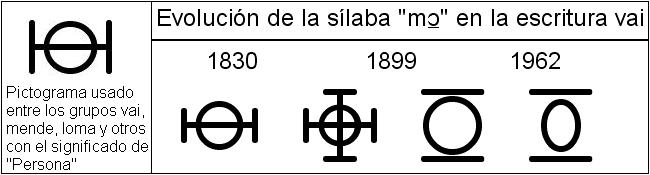
Evolución de una sílaba vai a partir de un picto-ideograma tradicional.

El sistema de escritura silábico de la lengua vai de Liberia fue creado aproximadamente entre 1820 y 1830 por Momolu Duwalu Bukele, con la ayuda de entre cinco y ocho colaboradores suyos. Este silabario fue el primero de varios posteriormente inventados por nativos hablantes, para proteger y promover sus propias culturas, y parece estar relacionado con varias escrituras posteriores de Liberia como la escritura vah (hacia 1900, probablemente), el silabario ki-ka-ku, de sus vecinos geográficos, los clanes mende, desarrollado por Kisimi Kamára hacia 1921, el alfabeto gola, el alfabeto grebo, el alfabeto kissim, el silabario kpelle (de Chief Gbili) y el silabario loma (de Wido Zobo de Boneketa), estos últimos de los años treinta, junto a las cuales forma el grupo de las escrituras para algunos de los idiomas del grupo mandé (de Liberia), creadas entre el siglo XIX y el XX.

## Historia
Aunque, según contó Duwalu al lingüista alemán S. K. Koelle lo creó tras haber recibido la inspiración en un sueño, es posible que Mọmọlu Duwalu Bukẹlẹ se viera influenciado por un mestizo cheroqui, Austin Curtis, casado con una mujer miembro de una importante familia vai, quien se estableció en la zona de los vai después de que el silabario cheroqui fuera inventado hacia 1819 por Sequoyah. Existen también otras teorías según las cuales el sistema silábico normalizado por Duwalu sería muy anterior a él, ya que muchos de los símbolos vai iniciales muestran similitudes con pictogramas tradicionales de las culturas vai, loma y mende muy anteriores al desarrollo del silabario, y usados al menos desde el siglo XVII o XVIII, por lo que parece razonable pensar en una influencia directa de aquellos sobre este. Algunos investigadores, como Leo Wiener y otros han llamado la atención sobre el parecido entre la escritura vai y varios símbolos olmecas y de la escritura epi-olmeca (también llamada "escritura ístmica"), en particular, los símbolos presentes en la Estatuilla de Tuxtla, la Máscara de Teo, el Bloque de Cascajal, y en el Altar 4 de La Venta, sin que tal aparente similitud haya sido hasta el presente concluyente en ninguna dirección.
La existencia del silabario vai en occidente fue conocida en 1834 a través de misioneros estadounidenses que informaron sobre él en el periódico Missionary Herald de la American Board of Commissioners for Foreign Missions (ABCFM) e, independendientemente, por Sigismund Wilhelm Koelle, un lingüista enviado por la Church Mission Society of London que estaba en Sierra Leona.
Después de crear el silabario, Bukele y sus seguidores fundaron una escuela en Dshondu para enseñar el sistema, y otras escuelas pronto siguieron en Bandakoplo, Mala y en otras localidades.
En la década de 1920, Momolu Massaquoi, por entonces rey-príncipe vai, apoyó la difusión de este silabario, e inició la empresa de publicar la Biblia y el Corán empleando la escritura vai, proponiendo modificaciones en algunos de los caracteres. Tras convertirse en cónsul en Hamburgo (Alemania), inició correspondencia con la Universidad de Hamburgo, entrando en colaboración con el lingüista August Klingenheben.

## Normalización

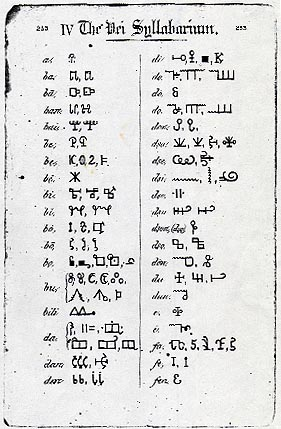
Algunas equivalencias fonéticas en la escritura vai en un texto de 1911.

El vai cuenta actualmente con 212 símbolos, tras dos estandarizaciones principales en 1899 y en 1962, esta última llevada a cabo en una conferencia en la Universidad de Liberia; el equipo de la conferencia que llevó a cabo esta última estandarización incorporaba a Fatima Massaquoi-Fahnbulleh, Zuke Kandakai, S. Jangaba Johnson, y Bai Tamia Moore, entre otros. La forma inicial continúa siendo usada mayoritariamente en especial en medios informales tales como la correspondencia y las anotaciones personales. El alfabeto latino se utiliza principalmente en los medios públicos.
En 1981 se publicó un estudio de Michael Cole y Sylbia Scribner según el cual alrededor del 20% de la población vai masculina sabía leer y escribir empleando el silabario vai, un 16% tenía algún grado de dominio de la lectura y la escritura del árabe (sobre todo, pero no únicamente, para leer el Corán), y alrededor del 6% sabía leer y escribir en inglés.
Las primeras fuentes tipográficas TrueType, para soportes informáticos, fueron desarrolladas en 1999 por la organización SIL International y Michael Everson, a las que seguirían las de Jason Glavy de 2001.
En 2003 se publicó una edición actualizada del Nuevo Testamento, iniciada en 1972 por la organización Lutheran Bible Translators y cuya elaboración ha contado desde 1990 con la participación de la Asociación Vai de Alfabetización, empleando la forma estandarizada moderna, a lo que siguió en el tiempo una serie de conferencias y foros de debate en 2005 en la Universidad de Nueva York sobre la adecuación del formato Unicode empleado para esta escritura, con la participación de Michael Everson, Mohamed Nyei, John V. Singler, Konrad Tuchscherer, José R. Rivera y Charles L. Riley.
| Sílaba | Unicode | SIL | Omniglot |
| ------ | ------- | --- | -------- |
| ꔁ      | een     | ẽ   | –        |
|        | mbee    | mbe | mɓe      |
|        | dhoo    | do  | do       |
|        | doo     | dlo | ɖo       |
|        | ndo     | ndɔ | nɖoh     |
|        | co      | chɔ | coh      |
|        | ngge    | ŋgɛ | jgeh     |
|        | nggen   | ŋgɛ̃ | –        |

## Símbolos históricos

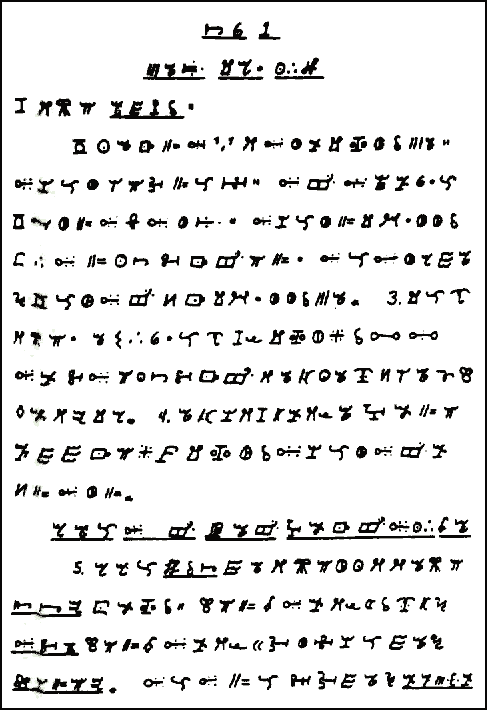
Inicio del texto del Evangelio de Lucas en vai.

### Logogramas
Los textos vai más antiguos hacen uso de numerosos logogramas, de los cuales actualmente solo ꘓ y ꘘ permanecen en uso.
| Logograma | Palabra       | Significado         |
| --------- | ------------- | ------------------- |
| ꘓ         | feŋ           | cosa                |
| ꘔ         | keŋ (ꔞꘋ)      | pie                 |
| ꘕ         | tiŋ (ꔳꘋ)      | isla                |
| ꘖ         | nii, kpɛ kɔwu | vaca                |
| ꘗ         | ɓaŋ           | finalizado          |
| ꘘ         | faa (ꕘꕌ)      | muerte, asesinato   |
| ꘙ         | taa (ꕚꕌ)      | ir, cargar, jornada |
| ꘚ         | ɖaŋ (ꕠꘋ)      | detrás              |
| ꘛ         | ɖoŋ (ꖅꘋ)      | entrada             |
| ꘜ         | kuŋ (ꖴꘋ)      | cabeza              |
| ꘝ         | tɔŋ (ꗋꘋ)      | nombre              |
| ꘞ         | ɖɔɔ (ꗑꖽ)      | pequeño             |
| ꘟ         | jɔŋ (ꗘꘋ)      | esclavo             |
| ꔔ         | ɖeŋ           | niño, pequeño       |
| ꕪ         | kai           | hombre              |
| ꗑ         | lɔ            | dentro              |

### Dígitos
La escritura vai usa normalmente los numerales arábigos occidentales (0–9). En la década de 1920 se desarrolló un sistema de dígitos propio, pero finalmente no fue adoptado:
| 0 | 1 | 2 | 3 | 4 | 5 | 6 | 7 | 8 | 9 |
| - | - | - | - | - | - | - | - | - | - |
| ꘠ | ꘡ | ꘢ | ꘣ | ꘤ | ꘥ | ꘦ | ꘧ | ꘨ | ꘩ |

### Libro de Rora
Un sobrino de Momolu Duwalu Bukele, Kaali Bala Ndole Wano, escribió un largo manuscrito de 40 páginas hacia 1845 llamado Libro de Ndole o Libro de Rora, bajo el seudónimo de Rora. El manuscrito contienen algunas formas de símbolos actualmente obsoletas:
| Símbolos obsoletos    | ꘐ | ꘑ | ꘒ | ꘪ | ꘫ |
| Equivalentes modernos | ꕘ | ꕪ | ꖇ | ꕮ | ꗑ |